# إيفا تريفيزان
إيفا تريفيزان (من مواليد 21 أبريل 1980 في غوريتسيا) هي لاعبة كرة لينة إيطالية.

## سيرة شخصية
شاركت إيفا مع منتخب بلادها في دورة الألعاب الأولمبية الصيفية التي أقيمت في أثينا عام 2004، حيث كانت قائدة منتخب إيطاليا للكرة اللينة للسيدات.

## الجوائز
- 3 انتصارات في بطولة أوروبا للكرة اللينة للسيدات (1997، 2001، 2003) [1]
- 4 انتصارات في بطولة كأس أوروبا للكرة اللينة للسيدات (1999، 2000، 2001، 2015)

## روابط خارجية
- إيفا تريفيزان  على موقع SportsReference  - سبورتس رفرنس